# Józef Szlubowski
Józef Szlubowski herbu Ślepowron – poseł ziemi chełmskiej na Sejm Czteroletni w 1790 roku, podkomorzy łukowski w 1794 roku, miecznik krasnostawski w latach 1790–1794.
Odznaczony Orderem Świętego Stanisława w 1791 roku.